# Bernd Gänsbacher
Bernd Gänsbacher (* 5. März 1948 in Sarnthein, Südtirol, Italien) ist ein Facharzt für Innere Medizin, Allergie/Immunologie, Hämatologie/Onkologie und emeritierter Hochschulprofessor der Technischen Universität München. Als Kliniker war er mit daran beteiligt, die Gentherapie zu entwickeln und in die Klinik einzuführen.

## Leben
Nach seinem Abitur am Realgymnasium Brixen schloss Gänsbacher sein Medizinstudium an der Universität Innsbruck ab. Nach Beginn der internistischen Ausbildung bei Herbert Braunsteiner an der Medizinischen Klinik der Universität Innsbruck wechselte er 1980 an die University of Pennsylvania in Philadelphia, USA, um dort seine Facharztausbildung (Internship und Residency) in Innerer Medizin abzuschließen. Im Anschluss daran folgte eine Facharztausbildung (Fellowship) in Allergie/Immunologie an der University of Pennsylvania. 1986 wechselte Gänsbacher an das Memorial Sloan-Kettering Cancer Center (MSKCC) in New York City, um eine weitere Facharztausbildung (Fellowship) in Hämatologie/Onkologie zu absolvieren. Diese schloss er mit den Facharztprüfungen (Board Certification) in den Fächern Innere Medizin, Allergologie/Immunologie und Onkologie ab. 1988 wechselte er von seiner Ausbildungsstelle in den Lehrkörper des MSKCC, zunächst als Clinical Assistant im Leukemia Service des Departements der Hämatologischen Onkologie.
Gänsbacher beschäftigt sich seit 2006 mit expressionistischer Malerei von Landschafts- oder Portraitmotiven.

## Wirken
Gänsbacher promovierte von der Clinical Assistant Position und Assistent Member 1994 zum Associate Member und Professor des Leukemia Services des MSKCC. Im Jahr 1990 publizierten Arbeitsgruppen der Johns Hopkins University, Harvard University und die Arbeitsgruppe von Eli Gilboa im Memorial Sloan-Kettering Cancer Center, in der Gänsbacher mitarbeitete, dass Gene als Medikamente bei Krebskrankheiten eingesetzt werden und heilen konnten. Gänsbacher war verantwortlich für die Einführung der Gentherapie im Memorial Hospital des MSKCC und startete 1992 als verantwortlicher Arzt zwei Gentherapie-Studien an Patienten mit Melanom und Nierenkarzinom. Während seines klinischen Wirkens am MSKCC veröffentlichte Gänsbacher über 100 wissenschaftliche Publikationen.
Im Jahr 1996 bekam Gänsbacher den Ruf an die Technische Universität München, Klinikum rechts der Isar, als Ordinarius und Direktor des Institutes für experimentelle Onkologie und Therapieforschung. Gänsbacher entwickelte eine neue Lehrmethode für Medizinstudenten mit den case discussion rounds (CDR), die später von der Technischen Universität München, der Ludwig-Maximilians-Universität München und den führenden US-amerikanischen Institutionen (Weill Cornell Medical School, Rockefeller University, Memorial Sloan-Kettering Cancer Center) übernommen wurden. Dafür erhielt Gänsbacher im Jahr 2016 die Georg-Maurer Medaille der Medizinischen Fakultät der Technischen Universität München.
Von 1998 bis 2004 war Gänsbacher Präsident der Europäischen Gesellschaft für Zell- und Gentherapie. Im Jahr 2004 wurde er vom damaligen Minister Horst Seehofer in die Zentrale Kommission für die Biologische Sicherheit (ZKBS) des Gesundheitsministeriums in Berlin berufen. Im Jahr 2013 wurde er vom Europäischen Parlament als Vertreter für die Ärzte der Europäischen Union in das Committee for Advanced Therapies (CAT), European Medicine Agency (EMA), in London berufen. Im Jahr 2013 emeritierte Gänsbacher, ist aber immer noch als Mitglied der EMA tätig.
Ab 2020 erklärte er als Experte die aktuellen Entwicklungen der COVID-19-Pandemie in der Tagesschau von RAI Südtirol und in Zeitungsinterviews und entwickelte hierbei eine erhebliche Breitenwirkung, die die Akzeptanz der Impfmaßnahmen steigerte. 2022 wurde er mit dem Verdienstkreuz des Landes Tirol ausgezeichnet.

## Politische Karriere
2018 kandidierte Gänsbacher erfolglos für die Südtiroler Volkspartei bei den Wahlen zum Südtiroler Landtag. 2023 versucht er erneut, in den Südtiroler Landtag einzuziehen, diesmal allerdings auf der Liste „Für Südtirol mit Widmann“, die Thomas Widmann nach seinem SVP-Austritt ins Leben gerufen hatte. Auch diesmal verfehlte Gänsbacher den Einzug in den Landtag.

## Ehrungen
- Cancer Research Institute F.M. Kirby Clinical Research Award for Cancer Immunology recipient, USA, 1993
- Degussa Foundation Prize, Universität von Frankfurt, Deutschland, 1993
- CaP CURE Research Award, Los Angeles, USA, 1994
- Visiting Professor, Kyushu University, Beppu, Japan, 1998
- President European Society of Gene Therapy (ESGT), 2000–2004
- European Society of Gene Therapy (ESGT), Lifetime Achievement Award 2004
- Mitglied der Kommission „Somatische Gentherapie“ der Bundesärztekammer von Deutschland, 1999–2002
- Mitglied der Zentralen Ethikkommission der Bundesärztekammer von Deutschland, 2004–2007
- Mitglied der Zentralen Kommission für Biologische Sicherheit (ZKBS), Bundesministerium für Verbraucherschutz und Lebensmittel 1999–2020
- Ehrenbürger der Gemeinde Sarntal, Südtirol 2012
- Mitglied des Committee for Advanced Therapies (CAT), European Medicine Agency (EMA), London, seit 2013
- Georg-Maurer-Medaille der Medizinischen Fakultät der Technischen Universität München 2016[13]
- Verdienstkreuz des Landes Tirol, 2022

## Bücher
- Die Sprache der Gene verständlich erklärt. Raetia, Bozen 2009, ISBN 978-88-7283-347-6.
- Warum erkranken Menschen an Krebs? Athesia, Bozen 2011, ISBN 978-88-8266-719-1.
- Krebsrisiko senken durch gesunde Ernährung. Athesia, Bozen 2013, ISBN 978-88-8266-919-5.
- Nicht wissen, glauben will der Mensch. Psyche und Krebs. Athesia, Bozen 2016, ISBN 978-88-6839-166-9.
- Meine Corona-Pandemie Zeitungsinterviews. Amazon Kindle Direct Publishing, 2023, ISBN 979-88-5813-072-7.
- Meine Reise durch die Welt der künstlichen Intelligenz. Amazon Kindle Direct Publishing, 2023, ISBN 979-83-9614-584-9.
- Die Evolution der Künstlichen Intelligenz: Einsichten in Chat GPT-4. Amazon Kindle Direct Publishing, 2023, ISBN 979-88-5418-305-5.